# ان‌جی‌سی ۳۷۵
ان‌جی‌سی ۳۷۵ (انگلیسی: NGC 375) نام یک کهکشان در صورت فلکی ماهی است.